# Цорци (Падова)
Цорци је насеље у Италији у округу Падова, региону Венето.
Према процени из 2011. у насељу је живело 28 становника. Насеље се налази на надморској висини од 30 м.